# Víktor Tsoi
Víktor Róbertovitx Tsoi (en rus: Ви́ктор Ро́бертович Цой) (Leningrad, Unió Soviètica, 21 de juny del 1962 – Tukums, Letònia, Unió Soviètica, 15 d'agost del 1990) fou un músic i cantant soviètic d'origen rus-coreà, líder del grup de música Kinó.
És considerat un dels pioners del rock rus i, amb la seva banda Kinó, fou i segueix essent molt popular a tots els territoris de l'antiga Unió Soviètica, com pocs altres músics ho han estat. Va gravar deu àlbums abans de morir en un accident de cotxe als 28 anys.